# Fantasy-Jahr 1992
Übersicht

◄◄ | ◄ | 1988 | 1989 | 1990 | 1991 | Fantasy-Jahr 1992 | 1993 | 1994 | 1995 | 1996 | ► | ►►

Weitere Ereignisse

## Ereignisse
- 6. Fantasy Filmfest 13. – 22. März in Hamburg sowie im August des Jahres in den Städten Berlin, Frankfurt am Main und München